# Château de Lamecourt
Le château de Lamecourt est un château situé à Rubécourt-et-Lamécourt, en France.

## Description
Le château est entouré de plans d'eau et d'un parc, en dessous de pentes boisées.
Les deux tours carrées, qui entourent l'entrée, sont les parties les plus anciennes et doivent dater comme le tracé rectangulaire des douves du XVIe siècle. Les autres bâtiments, le corps du logis et les deux ailes, ont été remaniés plusieurs fois, avec l'ajout de deux autres tours de tailles plus réduites, la transformation des fenêtres en un style néo-gothique, l’aménagement du parc. À gauche de l'entrée, en dehors des douves, le bâtiment des écuries possède une façade classique dotée de pilastres cannelés, surmontés d'un entablement et d'un fronton triangulaire, et une abside à trois pans.

## Localisation
Le château est situé sur la commune de Rubécourt-et-Lamécourt, dans le département français des Ardennes, à proximité de la ferme de Lamécourt. Les douves de ce bâtiment, et les étangs aux alentours, sont alimentées par un ruisseau, le Rûle, un affluent de la Chiers.

## Historique

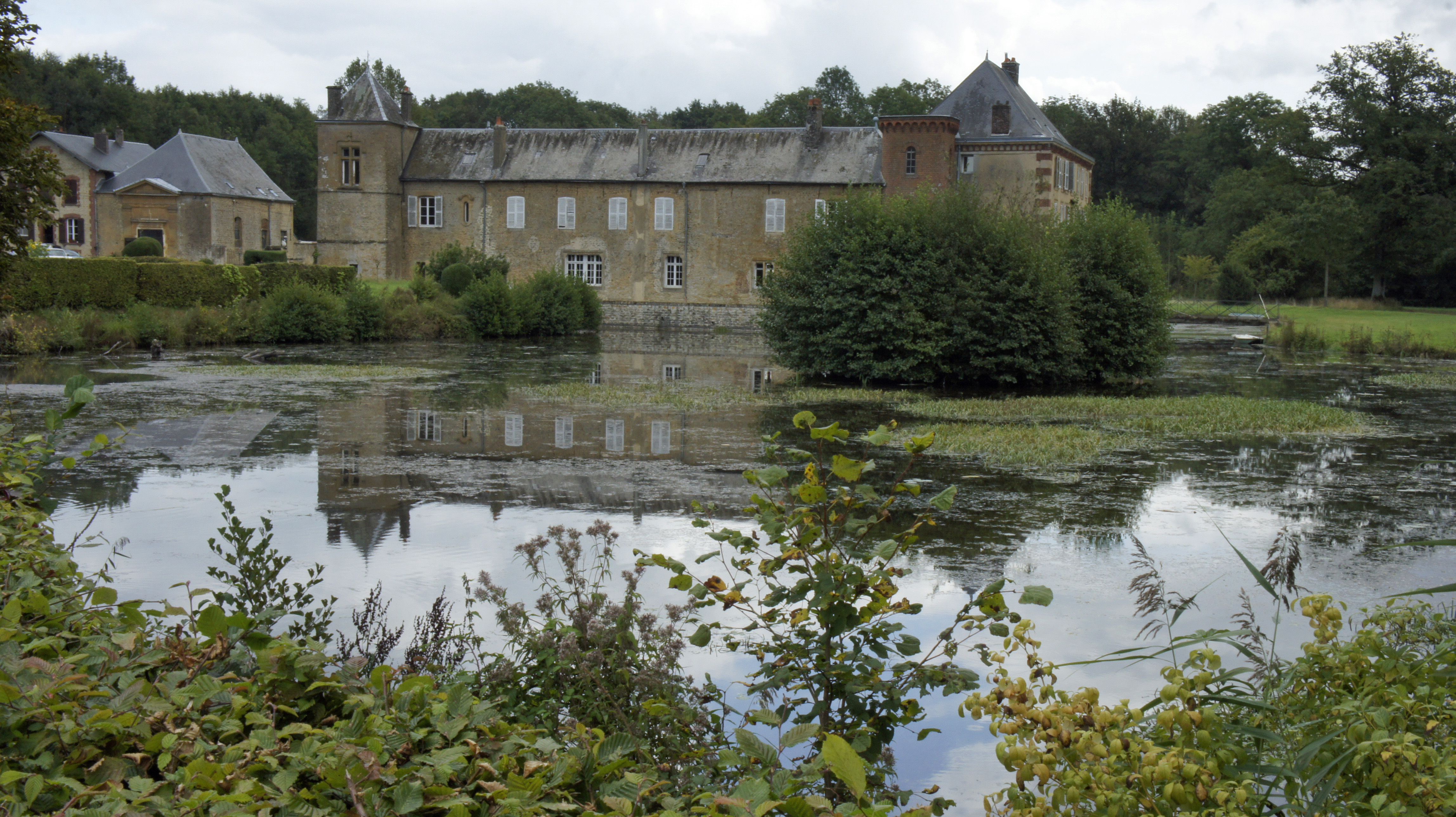
Vue du château, de ses étangs et des douves, en arrière-plan le portail et fenêtres latérales du Temple.

Le château est attesté depuis le XVIe siècle. Il a été occupé par les Ligueurs en 1588 et repris par les protestants la même année. Il a accueilli un Temple pour la religion réformée, qui pourrait être le bâtiment des écuries en dehors des douves. Le portail est du XVIIe.
Se succèdent sur cette propriété les familles de Jouvence, de Dainville, de Billot, de Vissec de Latude, les Martin, les Coquebert de Montfort, les Lespagnol, les d'Orsel, les Touchain de La Lussière,.
Au XIXe siècle, le château devient la propriété de manufacturiers, les Ternaux puis les Montagnac, dont les fabriques sont sur le domaine, de l'autre côté de l'étang.
Élizé de Montagnac en fut propriétaire au XIXe siècle.
L'édifice a été inscrit au titre des monuments historiques en 1986.